# Мартинссен, Роберт
Роберт Мартинссен (Robert A. Martienssen; род. 21 декабря 1960) — американский молекулярный генетик растений, специалист по геномной биологии, пионер эпигенетики.
Доктор философии (1986), профессор Лаборатории в Колд-Спринг-Харбор, где трудится с 1989 года, (с 2012) исследователь-ботаник Медицинского института Говарда Хьюза и Gordon and Betty Moore Foundation, член Лондонского королевского общества (2006).
Отмечен медалью Дарвина (2020), Kumho International Science Award (2001), Newcomb Cleveland Prize (2003), а также McClintock Prize (2018). Его исследования стали частью Прорыва 2002 года по версии Science.
Окончил Кембридж (бакалавр генетики, 1982), там же в 1986 году получил степень доктора философии — в Plant Breeding Institute у Дэвида Болкомба. Являлся постдоком EMBO в Калифорнийском университете в Беркли (1986—1988). C 1989 года в штате Лаборатории в Колд-Спринг-Харбор, с 1995 года профессор.
В начале своей карьеры ему довелось работать с Барбарой Макклинток.
Член совета директоров и научный сооснователь биотехнологической компании Orion Genomics.
Член EMBO (2010, ассоциированный член).
Автор более 120 работ по генетике и биологии развития.